# Magyar Evangéliumi Szövetség
A Magyar Evangéliumi Szövetség a legkorábban megalapított keresztény egységtörekvés szervezet Magyarországon. A magyar Aliansz létrehozására 1936-ban került sor Budapesten a Magyarországi Metodista Egyház akkori központjában (VI. ker. Felsőerdősor u. 5.). A szövetség tagjai elsősorban az evangéliumi hitvalló egyházak és közösségek soraiból kerültek ki, akik azonosulni tudtak a reformáció sarkalatos igazságaival, nevezetesen: a Szentírás isteni ihletettségéről és tekintélyéről, az emberi természet romlottságáról, a Krisztusban történt megváltásáról, az egyedül hit által való megigazulásról szóló alapigazságaival.

## 1920-as évek
A budapesti Aliansz imahéten már 1921-ben együtt imádkoztak a baptisták, a reformátusok, az evangélikusok és metodisták. A tudósítás Magyarország első igazán „allianz-szellemben” folyó imahetének nevezte a sorozatot, amelynek első napján a német baptisták imaházában Podmaniczky Pál evangélikus lelkész és Funk Márton metodista szuperintendens szolgáltak. 1921-ben az említett egyházak már negyedéves rendszerességgel Aliansz összejöveteleket is tartottak. Az egyházak közeledésének különleges pillanatát rögzítette az 1922. januári Aliansz találkozóról szóló híradás: ekkor a metodista egyházközpont (VI. ker. Felsőerdősor u. 5.) „Aliansz úrvacsorának” adott otthont, amelyen meglepő módon a két nagy protestáns egyház és a két kisebb felekezet mellett katolikusok is jelen voltak.

## Megalakulása
1936-ig egy bizottság irányította a szövetség munkáját. A  Magyar Evangéliumi Szövetség 1936. május 18-án alapszabály elfogadásával egyesületként alakult meg hivatalosan. Vezetői a következő személyek voltak:

### Tiszteletbeli elnökök
- Dr. Bernát István
- Dr. Raffay Sándor
- Dr. Ravasz László
- Dr. Tasnádi Nagy András

### Elnök
- Dr. Bencs Zoltán

### Ügyvezető alelnök
- Dr. Csia Sándor

### Alelnökök
- Csia Lajos
- Némethy Károly
- Tebbe Albert
- Tessényi-Jakob János
- Udvarnoki András
- Id. Victor János

### Főtitkár
- Dr. Somogy Imre

## 1940-es évek
A fővárosban például 1941-ben is együtt tartottak „Egyetemes Imahetet” a baptisták (Kuhn János, Somogyi Imre), az evangélikusok (Dannhauser László, Sréter Ferenc, Mohr Henrik), a metodisták (Tessényi János), a reformátusok (Domján János, N. Nagy Lajos, Victor János, Szabó Imre, Csia Lajos), a Keresztyén Testvérgyülekezet (Kiss Ferenc) és az Üdvhadsereg (Tebbe Albert). Ugyanebben az évben a szegedi imahéten a reformátusok, az evangélikusok, a baptisták és a metodisták imádkoztak együtt.
Az év első heteiben tartott Aliansz Imahetek alkalmain az ország különböző városaiban az egyes gyülekezetek tulajdonképpen megelőzték egyházuk hivatalos közeledését. Az egyházvezetői szintű hivatalos összefogás csak 1943-tól kezdett kibontakozni: református és evangélikus vonalon az Egyetemes Egyháztanács Magyarországi Bizottságának 1943-as megalakításával, kisegyházi vonatkozásban pedig a Szabadegyházak Szövetségének 1943-as előzményeivel. A két szervezet tagegyházainak közeledésére azonban még később, csak a világháború után került sor.

## Külső hivatkozások
- ALIANSZ Magyar Evangéliumi Szövetség hivatalos honlapja
- Az ALIANSZ története[halott link]